# Лазур (стадіон)
efbet Arena (болг. „Ефбет Арена“, англ. 'efbet Arena') раніше відома як стадіон «Лазур» — багатоцільовий стадіон у Бургасі, Болгарія. Зараз він використовується для проведення футбольних матчів і є домашнім полем «Нефтохімік 1962 Бургас». Стадіон вміщує 18 037 осіб і має 3 категорію УЄФА.

## Історія
Стадіон був відкритий у 1967 році та був реконструйований між 1990 та 1997 роками. Офіційно відкрито після реконструкції 13 квітня 1997 року матчем «Нефтохімік» — «Левскі» (Софія) 4:1. До 2002 року стадіон мав назву «Нафтохімік», а пізніше «Нафтекс».
Стадіон використовувався ПФК Чорноморець Бургас між 2006 і 2015 роками, хоча вони планували переїхати на новий стадіон у майбутньому. Він також використовувався в деяких європейських матчах Літекс Ловеч (для матчу Ліги чемпіонів УЄФА проти ФК Спартак Москва), ПФК Локомотив Пловдив (для матчу Ліги чемпіонів УЄФА проти Клубу Брюгге та для матчів Кубка УЄФА проти ОФК Белград і ФК Болтон Вондерерс) і ПФК «Черно море» Варна (для матчів УЄФА «Інтертото» проти «Сампдорії» та для матчів Ліги Європи УЄФА проти «Іскра-Сталь» та ПСВ Ейндховен).
- Під час кількох реконструкцій Національного стадіону імені Василя Левського національна збірна Болгарії з футболу проводила деякі свої домашні матчі на «Лазурі».
- Влітку 2009 року стадіон зазнав серйозної модернізації, яка включала заміну жовто-зелених сидінь на сині, а також збільшення даху стадіону до 10 метрів.
- Влітку 2015 року стадіон був одним із 4 місць проведення чемпіонату Європи 2015 року серед юнаків до 17 років. Всього на ньому відбулося 11 ігор, включаючи фінал, який зібрав офіційну відвідуваність 14 680 глядачів.

## Матчі національних збірних
| Дата                  | Турнір                                         | Суперник              | Результат             | Глядачі               | посилання             |                       |
| Болгарія (1997–тепер) | Болгарія (1997–тепер)                          | Болгарія (1997–тепер) | Болгарія (1997–тепер) | Болгарія (1997–тепер) | Болгарія (1997–тепер) | Болгарія (1997–тепер) |
| --------------------- | ---------------------------------------------- | --------------------- | --------------------- | --------------------- | --------------------- | --------------------- |
| 8 червня 1997 р       | Відбір до Чемпіонату світу з футболу 1998 року | Люксембург            | 4–0                   | 19 000                | [ 1 ]                 |                       |
| 6 вересня 1998 р      | Кваліфікація Євро-2000                         | Польща                | 0-3                   | 15 000                | [ 2 ]                 |                       |
| 14 жовтня 1998 р      | Кваліфікація Євро-2000                         | Швеція                | 0-1                   | 12 000                | [ 3 ]                 |                       |
| 22 серпня 2007 р      | Товариський матч                               | Уельс                 | 0-1                   | 15 000                | [ 4 ]                 |                       |

## Фінали Кубка та Суперкубка Болгарії
| Сезон                              | Переможець                    | Результат                     | Фіналіст                      | Дата                          | Глядачі                       |
| Кубок Болгарії (2012–дотепер)      | Кубок Болгарії (2012–дотепер) | Кубок Болгарії (2012–дотепер) | Кубок Болгарії (2012–дотепер) | Кубок Болгарії (2012–дотепер) | Кубок Болгарії (2012–дотепер) |
| ---------------------------------- | ----------------------------- | ----------------------------- | ----------------------------- | ----------------------------- | ----------------------------- |
| 2011–12 рр                         | Лудогорець Разград            | 2–1                           | Локомотив Пловдив             | 19 травня 2012 р              | 13 103                        |
| 2013–14 рр                         | Лудогорець Разград            | 1–0                           | Ботев Пловдив                 | 15 травня 2014 р              | 13 250                        |
| 2014–15 рр                         | Чорно Море Варна              | 2–1 (aet)                     | Левська Софія                 | 30 травня 2015 р              | 13 910                        |
| Суперкубок Болгарії (2004–дотепер) |                               |                               |                               |                               |                               |
| 2004 рік                           | Локомотив Пловдив             | 1-0                           | Літекс Ловеч                  | 31 липня 2004 р               | 4 500                         |
| 2011 рік                           | ЦСКА Софія                    | 3-1                           | Літекс Ловеч                  | 30 липня 2011 р               | 12 620                        |
| 2012 рік                           | Лудогорець Разград            | 3-1                           | Локомотив Пловдив             | 11 липня 2012 р               | 2 730                         |
| 2014 рік                           | Лудогорець Разград            | 3-1                           | Ботев Пловдив                 | 13 серпня 2014 р              | 4 400                         |
| 2015 рік                           | Чорно Море Варна              | 1-0                           | Лудогорець Разград            | 12 серпня 2015                | 1 810                         |
| 2017 рік                           | Ботев Пловдив                 | 6-5 (ручка)                   | Лудогорець Разград            | 9 серпня 2017 р               | 1 830                         |